# 가자 전투 (기원전 312년)
가자 전투(Battle of Gaza)는 기원전 312년에 시리아의 가자에서 일어난 디아도코이 전쟁의 회전이다. 이집트의 태수 프톨레마이오스가 데메트리오스를 상대로 승리를 거두었다.

## 배경
알렉산더 대왕의 갑작스런 죽음 이후에 대왕의 부하 장군들에 의해 치열한 권력 투쟁과 영토 경쟁이 불붙어 디아도코이 전쟁이 발발했다. 이 치열한 경쟁에서 우세를 차지한 안티고노스는 상당한 세력의 확대를 이룰 수 있었다. 반면, 이에 위협을 느낀 다른 무장들과의 대립은 점점 더 심해져 갔다. 기원전 315년, 그때까지 안티고노스와 동맹을 맺고 있던 바빌로니아 태수 셀레우코스가 안티고노스와 결별했고, 신변의 위험을 느낀 셀레우코스는 바빌로니아를 피해 이집트 태수 프톨레마이오스에게 몸을 의지했다. 셀레우코스는 안티고노스가 알렉산더 제국을 통일하겠다는 야망을 가지고 있다고 프톨레마이오스에게 주지시켰고, 또한 트라키아 태수 리시마코스와 마케도니아 본국의 제국 섭정 카산드로스에게 안티고노스의 위협을 말했다. 그리하여 대 안티고노스 동맹을 맺고 여러 방면에서 안티고노스를 공격했다.
그 일환으로 프톨레마이오스는 부하를 소아시아와 키프로스 섬에 보냈고, 자신은 기원전 312년 셀레우코스를 따라 보병 18,000와 기병 4,000기를 이끌고 시리아를 침공했다. 침공 명분은 안티고노스가 카파도키아 태수 에우메네스와의 전투에서 획득한 영토 등을 안티고노스에 협력한 다른 디아도코이에 배분하지 않았다는 것이었다. 당시 안티고노스는 카산드로스의 세력권인 그리스에 원정을 떠나 있었기 때문에, 아버지 안티고노스 대신 시리아를 맡고 있었던 데메트리오스는 보병 12,500명과 기병 4,400기와 전투코끼리 43마리를 가지고 가자에서 맞서 싸웠다. 알렉산더의 휘하에서 수많은 전투를 경험한 역전의 용사 프톨레마이오스를 상대하기에는 22세의 젊은 데메트리오스는 역부족이었으며, 이러한 군대의 통솔에 익숙하지 않았다.

## 전투
데메트리오스 군의 포진은 우익에 기병 1,500기, 중앙에 보병 11,000명을 배치하였고, 데메트리오스는 우익 지휘관인 안드로니코스에게 전열을 기울여 전투를 늦추라고 지시했다. 좌익은 데메트리오스 자신이 기병 2,900기를, 그리고 틈새를 총 1,500명의 투창병과 투석병 그리고 궁병으로 메운 30마리의 전투코끼리를 이끌고 진을 치는라는 것이었다. 이 포진에서 데메트리오스의 작전은 적의 우익을 먼저 쓰러뜨리고, 거기에서 적의 중앙을 측면에서 공격한다는 작전(망치와 모루 전술)임을 읽을 수 있다. 프톨레마이오스는 처음에는 좌익을 강화하고 있었지만, 데메트리오스 군이 좌익으로 편중된 진을 구성한 것을 보고 데메트리오스의 전략을 예상하였다. 그래서 좌익에 기병 1,000기, 중앙에 보병 18,000명, 그리고 우익에는 프톨레마이오스 자신이 진을 치고 기병 3,000기와 전투코끼리로 자기 진영을 방어하기 위해 투석병과 궁병, 그리고 약간의 경장보병을 배치하기 위해 우익에 편중된 포진을 했다. 그 경장보병들에게 프톨레마이오스는 전투코끼리에 대한 대책으로 사슬로 연결된 철못을 가져가게 했다.
대회전은 프톨레마이오스 군의 공격으로 시작되었다. 데메트리오스 군 좌익 기병은 그것에 맞서 돌격으로 응했다. 당초 데메트리오스 군 좌익은 우세를 보였지만, 백병전에 들어가면서 점차 원래의 기세는 없게 되어 갔다. 기병전이 교착상태에 빠지자 데메트리오스는 전투코끼리 부대를 투입해 전황을 타개하려 했다. 프톨레마이오스 군은 투사 무기를 집중적으로 퍼붓고 말뚝을 세워 방어해서 그것을 막았다. 프톨레마이오스 군은 사슬이나 말뚝을 이용한 즉석 장애물로 전투코끼리의 발을 멈추게 하여, 보병이 코끼리와 기수를 공격하면서 전투코끼리 부대를 완전히 무력화시켰다. 전투코끼리 부대의 공격이 완전히 무산된 것을 보고 데메트리오스 군은 동요했고, 병사들의 사기는 떨어졌다. 이렇게 원래의 기세를 잃어버린 데메트리오스 군을 프톨레마이오스는 좌익에서 반격을 감행하여 이를 붕괴시켰다. 데메트리오스의 필사적인 호소도 아량곳없이 병사들은 패주했다. 거기에 이끌리듯 데메트리오스 군 중앙과 우익도 완패를 하고 말았다. 데메트리오스는 아조토스로 물러났다.
디오도로스에 따르면 데메트리오스 군은 500명의 전사자(플루타르크에 의하면 5,000명이라고 했지만, 이것은 너무 무리한 숫자)과 8,000명의 포로를 내고, 전투코끼리는 모두가 죽거나 포획되었다. 또한 데메트리오스를 보좌하기 위해 파견된 장군 페이톤(셀레우코스 대신 당시 그가 바빌로니아 태수를 역임했다)이 전사했다. 프톨레마이오스는 몸값을 받지 않고, 포로와 노획물을 데메트리오스에 되돌려 주고 “무엇이든 상관없이 전쟁하는 것이 아니라 명예와 지배를 위한 전쟁을 할 것이다”라는 말과 함께 나머지 포로는 이집트로 보냈다. 그 후 시리아의 도시도 속속 함락시키며 프톨레마이오스가 진격을 하자, 데메트리오스는 아버지 안티고노스에 원군을 요청했다.

## 결과
안티고노스는 스스로 시리아에 출전하여 프톨레마이오스를 이집트로 쫓아냈지만, 그 틈에 프톨레마이오스에게 군사를 양도받아 동방에서 귀환한 셀레우코스가 바빌로니아를 되찾았다. (바빌로니아 전쟁). 결과적으로, 이 전투의 패배가 제국 동방에서 동부 지중해 주변에 이르는 지역에서 단번에 패권을 잡으려는 안티고노스의 전략에 차질을 빚게 했다. 그러나 안티고노스가 여전히 디아도코이 중에서 가장 유력한 세력인 것은 변하지 않았고, 이후 안티고노스와 다른 디아도코이는 10년 이상에 걸친 싸움을 펼쳐가게 되었다.